# Полухордовые
Полухо́рдовые (лат. Hemichordata) — тип морских донных беспозвоночных из группы вторичноротых. В мире известно 130 современных видов (данные 2016 года), в России — 4 вида (1991).

## Название
Научное название типа образовано из др.-греч. ἡμι- — «полу-» и χορδή — «струна» (в значении «хорда»). Его предложил Уильям Бэтсон в 1885 году.

## Биология
Мягкотелые червеобразные животные. Первоначально полухордовые считались подтипом или близкими родственниками хордовых, с которыми их объединяет наличие хордоподобного органа (нотохорда), жаберных щелей и спинного нервного ствола. Однако, в отличие от хордовых, тело полухордовых чётко делится на 3 отдела: хоботок (у кишечнодышащих) или головной щит (у перистожаберных), воротник и туловище.
Нотохорд в передней части тела представляет собой вырост кишечника, поддерживающий хоботок. Помимо спинного, у полухордовых имеется также брюшной нервный тяж. Кроме того, они отличаются от хордовых строением сердца, нервной системы и другими особенностями внутренней организации.
Личинки полухордовых (торнарии) сходны с личинками-бипиннариями иглокожих, на основании чего полухордовых ранее считали промежуточным звеном между иглокожими и хордовыми.

## Происхождение и эволюция
Судя по молекулярным данным, ближайшие родственники полухордовых среди современных животных — иглокожие, образующие вместе с ними кладу Ambulacraria. Эта клада является сестринской группой хордовых. Время разделения полухордовых и иглокожих методом молекулярных часов оценивают примерно в 580—550 млн лет назад.
По данным молекулярных исследований 2013 и 2014 года, кишечнодышащие и перистожаберные — сестринские группы, хотя ряд более ранних работ указывал на то, что перистожаберные произошли от кишечнодышащих.

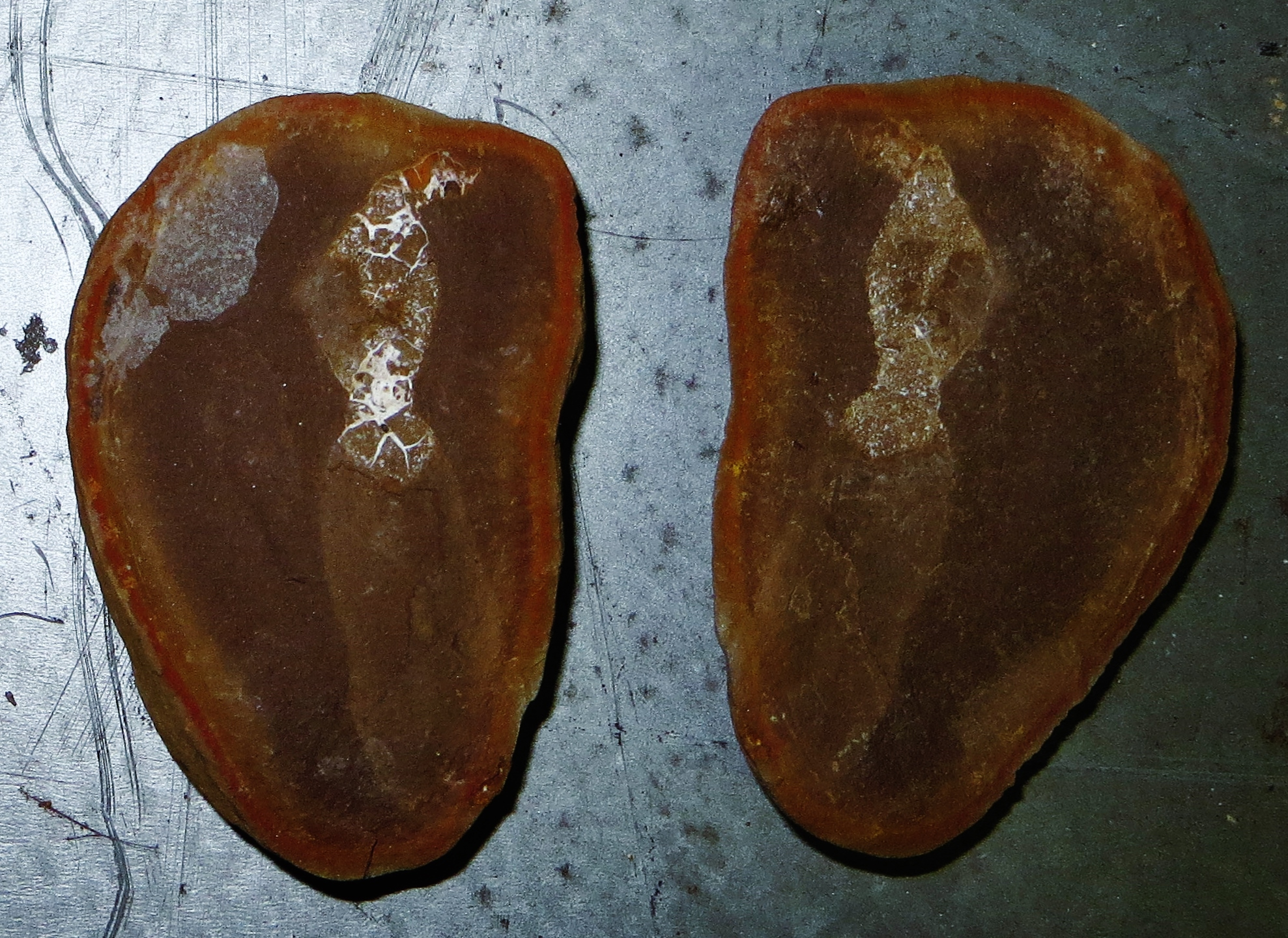
Отпечаток Mazoglossus ramsdelli

В ископаемом состоянии полухордовые сохраняются плохо. Находки кишечнодышащих исключительно редки и известны только из лагерштеттов. Так, к этому классу могут относиться несколько видов из среднекембрийских сланцев Бёрджес. Древнейший уверенно отнесённый к кишечнодышащим вид (на 2014 год) — Mazoglossus ramsdelli из карбоновых отложений Иллинойса (Мейсон-Крик). Все более молодые обнаруженные ископаемые происходят из юрских отложений Западной Европы. Самая молодая находка — Mesobalanoglossus buergeri из нижнетитонского зольнхофенского известняка (Германия), а находка самой лучшей сохранности — трёхмерный пиритизированный экземпляр Megaderaion callovianum из нижнего келловея Франции. Описан и ряд ихнофоссилий, интерпретированных как следы деятельности кишечнодышащих, в том числе характерные U-образные норки, но точно установить принадлежность ихнофоссилий трудно.
Перистожаберные сохраняются лучше и встречаются чаще. Их бесспорные находки известны со среднего кембрия (505—510 млн лет назад). Палеозойские перистожаберные известны под названием граптолиты. В ордовике, когда среди них появились планктонные формы, они широко распространились. Принадлежность ряда форм к перистожаберным спорна. Из нижнекембрийских (около 525 млн лет назад) отложений Китая (Куньмин) было описано ископаемое Galeaplumosus abilus, вначале отнесённое к перистожаберным, но позже интерпретированное как часть организма Xianguangia sinica, вероятно, близкого к книдариям.

## Классификация
Тип включает два класса, сильно отличающиеся по строению и образу жизни:
- Кишечнодышащие (Enteropneusta) — 108 видов[1];
- Перистожаберные (Pterobranchia) — 22 вида[1].

К перистожаберным относят, в частности, граптолитов (Graptolithina) — большую палеозойскую группу ископаемых организмов, ранее считавшуюся отдельным классом полухордовых, а до того долго причислявшуюся к кишечнополостным.
Иногда выделяют третий класс Planctosphaeroidea с одним видом Planctosphaera pelagica, известным только по личинкам.